# Турци
Турците (на турски: Türkler) са народност от тюркската група, говореща турски език. Те са основната част от населението на Турция и Северен Кипър. Турски малцинства има и в Западна Европа, други части на Азия, Балканския полуостров и по други места. Конституцията на Република Турция не признава съществуването и самоопределението на етнически малцинства в държавата, а определя всички турски граждани като турци. Това води до продължителен конфликт с кюрдската общност, както и до турцизиране на голяма част от нетурските малцинствени групи в страната. Въпреки това според изданието на CIA World Factbook от 2012 г. около 70 – 75% от населението на Турция се състои от етнически турци, кюрдите са около 18%, а други малцинствени групи между 7 и 12%. Според секретен доклад, изготвен за Съвета за национална сигурност на Турция от преподаватели от три турски университета в Източен Анадол, разработен през 2008 г. в страната има приблизително 55 милиона етнически турци, 12,5 милиона кюрди, 2,5 милиона черкези, 2 милиона босненци, 1 милион албанци, 1 милион грузинци, 870 хил. араби, 600 хил. помаци, 80 хил. лази, 60 хил. арменци, 25 хиляди асирийци, 20 хил. евреи и 15 хил. гърци.

## Тюркски корени
Наименованието „тюрк“ е използвано за първи път официално като политическо име през 6 век. Експанзията на пратюркските народи през Евразия е включвала скити (ишкуз), хунну, хуни, печенеги и други степни народи. Въпреки че са водили уседнал начин на живот, по-старата традиция на номадството е създала културна норма, която в най-добрия случай е представена от войнствения им дух, чувство за водачество, навици за подвижен живот, храброст и необикновени умения в стрелбата с лък яздейки. Тюркските народи са използвали свои собствени писмености като руническата орхонска писменост. Традиционните, националните и културните символи на тюркските народи включват звездата и полумесеца, използвани за символи на тюрките още от доислямски времена, когато те практикували шаманизъм, също така вълка, както и синия цвят, желязото и огъня. През 11 век част от тях се заселват в анадолското плато, където се смесват с множеството други етнически компоненти на малоазийския полуостров (арменци, кюрди, асирийци, гърци, араби, перси и др.). По оценки през 11 век населението на анатолийските провинции на империята (в общи линии припокриващи се с територията на днешна Турция) възлиза на около 12 милиона византийци. След битката при Манцикерт през 12 и 13 век в Анатолия се заселват приблизително около 1 милион огузи. Съжителствайки заедно със завареното многобройно население, заселилите се тюркски племена били асимилирани и изгубили характерните за хората от Източна Азия антропогенни черти. Ето защо в днешно време физически те почти не се различават от европейците.

## Етногенезис
Като част от тюркските народи, които говорят езици, принадлежащи към тюркското езиково семейство се смята, че турците имат и някои общи културни и исторически черти с останалите тюрки. Всъщност терминът „тюркски“ представя по-скоро езикова, а не етническа характеристика. Въпреки че говорят език, произхождащ от Централна Азия, биологично съвременните турци са наследници предимно на турцизирано местно население от Анатолия, както и потомци на преселници от Балканите и Близкия изток. Асимилацията на завареното население се осъществила първоначално чрез ислямизация, а впоследствие и чрез постепенна езикова и културна трансформация. Независимо от това, пантюркистката идеология намира силна подкрепа в Турция. Турският пантюркизъм е светски и търси опора в османското минало, макар че исторически за огузко заселване в Анатолия може да се говори едва след средата на 11 век. И до днес е твърде спорен туранският генезис на малоазийското население по времето на Османската империя. Последните генетични данни по въпроса за произхода на турците по-скоро изключват, отколкото подкрепят турските пантюркистки стремежи в чисто етнически план. Следва да се отбележи, че в началото на 20 век в Турция се заражда анатолианизма, който поддържа идеята, че турците са потомци на завареното местно население в Анатолия, но тази идея бързо е изместена от пантюркизма.
Според антрополога Андрю Манго, експерт по Турция, разнообразието на фенотипове сред турския народ може да се опише по следния начин:
| „                                                                  | Турската нация се оформя през вековете на селджукски нашествия и Османска власт. Номадските тюркски завоеватели не изместили автохтонните местни жители: елинизирани анадолци, арменци, хора от кавказки произход, кюрди, асирийци и жители на Балканите – славяни, гърци, албанци и др. Те се смесили с тях, докато от друга страна, много местни хора приели исляма и „се потурчили“. Те присъединили и мюсюлмани от земите на север от Черно море и Кавказ, персийски майстори и арабски учени, като се смесили и с европейски авантюристи, известни на Запад като ренегати. В резултат на това турците днес имат широк обсег на етнически типове. Някои от тях имат леко далекоизточни черти, други типични местни анадолски характеристики, някои от тях, които са произлезли от славяни, албанци или черкези, имат светла пигментация, други са с тъмна кожа, някои имат средиземноморски вид, други централноазиатски, много са с персийски изглед. Числено малка, но важна за търговския и интелектуален елит е групата произлязла от приели Исляма евреи. Човек може да чуе турците как описват някои от своите сънародници като „носоотрязани лази“ (един народ, на брега на Черно море), други като „черни арапи“ (термин, който включва потомците на черните роби), или дори „фелахи“. Но всичките те са приемат за турци. | “ |
| Mango, Andrew. 2004. The Turks Today. Overlook Press, pp. 17 – 18. | |   |

## Наименование
Самото название „турци“ се появява в българската книжнина през втората половина на XVIII век, а придобива гражданственост едва век по-късно. Дотогава за означение на мюсюлманите в империята българите използват думите „агаряни“ и „измаилтяни“. За османските благородници, които имали твърде разнообразен етнически произход, „тюрк“ било обидно название – неговата идентичност била османец. Смята се, че до втората половина на XIX век чувството за тюркска идентичност се среща само сред част от простолюдието с номадско препитание в Мала Азия, но не и сред управляващите и образовани кръгове в империята. През 1860 г. в рамките на политиката на про-европейски реформи Танзимат официалната власт в Империята създава понятието османец, в което се включват всички поданици на империята. Това е опит за изместване на религиозния термин за идентичност (миллет) с политическия (османец). През втората половина на XIX в. се появяват и националистически идеи за тюркска идентичност, като започва да се използва простонароден турски език, вместо османския език, първоначално в поезията. Въпреки че османският език е в основата на днешния турски език, неговата лексика се е състояла от около 70% арабски и персийски заемки, а в него се използвали арабски и персийски граматически конструкции, поради което той започнал много силно да се отличава от разговорните турски диалекти. За част от османската интелигенция започва положителна промяна в отношението към самоназванието тюрк. Въпреки това „турчин“ се възприема и налага официално като термин за национална идентичност едва със създаването на Република Турция след Първата световна война. Идеята за туранидна подраса започва да играе значителна роля в пантюркизма в края на XIX и началото на XX век. По това време „туранидната раса“ е предложена като обособен подтип в европейската специализирана литература, която се абсорбира от османския елит и дори е частично преведена на османски турски, като допринася за идеята за същността на „турската идентичност“. Тази идентичност е защитена съгласно турските републикански закони и накърняването ѝ се преследва като престъпление съгласно член 301 от турския Наказателен кодекс.

## Идентичност
Населението в Османската империя било разделено на религиозни общности: правоверни и неверници, като водещ бил т. нар. мюсюлмански миллет (без турски, кюрдски, арабски или помашки миллет). В официалните документи на империята се обозначавала религиозната идентичност на поданиците, определена от опозицията мюсюлмани – немюсюлмани. Поради това, до края на 19 век, не може да се търси устойчива тюркска идентичност на населението в Османската империя, още повече, че имперските ѝ амбиции са насочени към районите на Кавказ, Месопотамия, Арабския полуостров, Египет и Северна Африка, но не и към Средна Азия. Като концепция, пантюркизмът възниква през втората половина на 19 век, а дългосрочната му цел е политическо обединение на всички тюрко-говорещи народи. Пантюркисткото движение първоначално тръгва из средите на обществени дейци кримски и волжки татари с цел обединението на „туранците“ в Османската и Руска империи срещу нарастващото руско геополитическо имперско влияние в Евразия. Следващата стъпка в консолидацията на тюркските народи е една публикация от 1902 г. на списанието „Тюрк“ в Кайро. От страниците на списанието, пантюркистката идея е представена като алтернатива на западнячеството и ислямизацията на теократичната държава на османците. През 1911 г. Юсуф Акчурин започва в Истанбул да издава вестника-брошура „Турска орда“. През 1912 г. писателите Зия Гьок-Алп и Халиде Едиб Адивар издават романа „Нов Туран“, в който се опитват да прославят миналото и бъдещето на тюркската раса (туранидите). Символ на тюркската раса става вълчица, определяна като майка на нацията, на която според легендата преди приемането на исляма са се кланяли турците. Пантюркизмът е припознат и става част от идеологията на младотурците в началото на XX век. Впоследствие имената Турция и турци се утвърждават като наименования на новата държава, появила се след краха на Османската империя и на нейните граждани. Те са с разнороден етнически произход, който освен анадолски жители, като кюрди, ислямизирани арменци и гърци, тюркски заселници и др. включва и много нови преселници в Мала Азия от районите на Балканите, Северна Африка, Близкия изток и Кавказ. Турският изследовател Емре Конгар пише: 
| „ | Турският национализъм е последното национално течение, възникнало със закъснение в периода на разпад на Империята. Управниците на Осмманската империя, виждайки, че държавата им се разпада и осъзнавайки, че тя е възникнала на чужди територии с чуждо население, вероятно са се осъзнали именно като турци. Понятията турска нация и турска родина, както и турски език и турска култура възникват тогава и едва през този период придобиват гражданственост. | “ |

## В България
Турците се появяват по българските земи през османското владичество, като част от днешните турци вероятно са потомци на турцизирано местно население. Според управителя на Дунавския вилает през 1878 г. Мидхат паша: 
| „ | Между българите има повече от един милион мохамедани. Тези мохамедани не са дошли от Азия, както обикновено се мисли. Това са потомци на същите тези българи, преобърнати в исляма през епохата на завоеванията и следващите години. Това са чада на същата тази страна, на същата тази раса и от същото това коляно. | “ |
| Мидхат паша. Турция в своето минало, настояще и бъдеще, стр. 1152 на френското списание La Revue scientifique de la France et de l'étranger, година VII, януари-юли 1878 г., Париж. | |   |

След възстановяването на българската държавност с 1878/1908 те съставляват най-голямото етническо малцинство в България, но с годините започват да намаляват. При преброяването през 2001 г. като турци са се определили 746 664 души, а турски за майчин език са посочили 762 516 души. На преброяването през 2011 г. като турци са се определили 588 318 души., а турски за майчин език са посочили 605 802 души Турците живеят главно в източните Родопи и Лудогорието, като са най-голямата етническа група в област Кърджали (66%) и област Разград (47%). Мнозинството от българските турци са мюсюлмани сунити, но има и представители на шиитски групи (алевии).